# Rey de Reyes (2024)
Rey de Reyes 2024 fue la vigésima séptima edición del Rey de Reyes, un evento de lucha libre profesional producido por la Lucha Libre AAA Worldwide. Tuvo lugar el 3 de febrero de 2024 desde la Base del Ejército y Fuerza Aérea en la Ciudad de México. El evento especial es una lucha en la que el ganador se lleva la espada que lo acredita como el Rey de Reyes.

## Resultados
- Faby Apache derrotó a La Hiedra y Pimpinela Escarlata en la semifinal del torneo Reina de Reinas 2024.
- Lady Shani derrotó a Flammer y Sexy Star II en la semifinal del torneo Reina de Reinas 2024.
- Laredo Kid derrotó a Aero Star y Argenis en la semifinal del torneo de Rey de Reyes 2024.
- El Texano Jr. derrotó a Cibernético y Electroshock en la semifinal del torneo de Rey de Reyes 2024.
- El Hijo del Vikingo derrotó a Psycho Clown y Sam Adonis en la semifinal del torneo de Rey de Reyes 2024.
- Lady Shani derrotó a Faby Apache y ganó el torneo Reina de Reinas 2024.
  - Después de la lucha, Dalys ataco a Apache.
- Colmillo de Plata garra de Oro y Mr. Iguana derrotaron a Bengala, Kento y Takuma.
- El Hijo del Vikingo derrotó a El Texano Jr. y Laredo Kid y ganó la final del Torneo de Rey de Reyes 2024.[2]
  - El Megacampeonato de AAA del Vikingo no estuvo en juego.